# Der Außenseiter (Kurzgeschichte)
Der Außenseiter (engl. Originaltitel The Outsider) ist eine Horrorkurzgeschichte von H. P. Lovecraft, die zwischen März und August 1921 geschrieben wurde. Sie wurde erstmals im Magazin Weird Tales im April 1926 veröffentlicht. Die Kurzgeschichte diente als Grundlage des Horrorfilms Castle Freak (1995) und der Neuverfilmung aus dem Jahr 2020.

## Inhalt
Aus der Ich-Perspektive erzählt ein nicht näher vorgestellter Erzähler von seinem Leben in einem dunklen, verlassenen Schloss und seiner Sehnsucht nach Licht und menschlicher Gesellschaft. Alles was er weiß, erfährt er aus verstaubten Büchern in der Bibliothek. Er hat nicht nur keine Ahnung, wie er in dieses Schloss gekommen ist, sondern scheint schon immer dort gelebt zu haben.
Es ist ihm unmöglich, das Schloss zu verlassen, denn sobald er sich ein Stück vom Schloss, das von düsteren Wäldern umgeben ist, entfernt hat, überkommt ihn eine unerklärliche Furcht, die ihn zwingt, sofort wieder umzukehren.
Schließlich fasst er den verzweifelten Entschluss, den höchsten Turm zu erklimmen, was sich als ein halsbrecherisches Unternehmen erweist, da das Treppenhaus ab einer gewissen Höhe zerstört ist. Es gelingt ihm, an der Innenwand des Turmes bis zu einer Plattform zu klettern, die er durch eine steinerne Falltür im Boden erreicht. Dort schockiert ihn, dass er sich nicht wie erwartet in großer Höhe befindet, sondern auf der Ebene einer nächtlichen Landschaft im Mondlicht, die er nun durchstreift. Er kommt zu einem anderen Schloss, das seinem Zuhause auf unheimliche Weise ähnelt, mit dem Unterschied, dass im Innern in einem hell erleuchteten Saal ein Fest im Gange ist.
Voller Freude über diese Entdeckung betritt der Erzähler den Saal, worauf eine Panik unter den dort Anwesenden entsteht, die fluchtartig den Saal verlassen. Der Erzähler entdeckt hinter einem Vorhang ein abstoßendes Wesen, das sich auf ihn zuzubewegen scheint, als er seine Hand nach ihm ausstreckt und eine Oberfläche polierten Glases berührt.

## Analyse
Anders als in vielen anderen Geschichten des Autors, in denen der Charakter erst eine Art Schwelle überschreiten muss, um auf die Ebene des Unheimlichen zu gelangen, befindet sich der Protagonist hier von Anfang an in einer Umgebung, die düster, unwirklich und nicht gerade menschlich-alltäglich erscheint.
In Lovecrafts Geschichten erfährt man meistens nur wenig über die persönlichen und psychologischen Hintergründe der Protagonisten. Dennoch verkörpern sie keineswegs den Durchschnittsmenschen, da sie alle Außenseiter sind, die sich aufgrund eines Erkenntnisprozesses, der sie aus der Sphäre des Alltäglichen in die Sphäre des Makabren und Nichtmenschlichen zieht, von der Gesellschaft entfernen.
In Der Außenseiter findet dieses Prinzip sein Extrem: Der namenlose Erzähler verkörpert kaum noch eine Person, sondern erscheint fast schon als reines Bewusstsein, welches das einzige oder letzte seiner Art zu sein scheint. Der Prozess, den der Erzähler durchläuft und der die Handlung vorantreibt, führt
hier weniger zu einer Vision kosmischen Schreckens, sondern das Schreckliche besteht eher in der Ausweglosigkeit des auf sich selbst Zurückgeworfenseins, die sich nach dem Höhepunkt des Erkenntnisprozesses, dem Blick in den Spiegel, offenbart.

## Adaptionen
- Die 3. Folge der Hörspielserie „The Lovecraft 5“ setzte die Geschichte 2019 als Hörspiel um (The Lovecraft 5 – Folge 3: Der Außenseiter).

## Ausgaben
- Lovecraft, Howard P.: „The Best of H.P. Lovecraft“. Suhrkamp, Juli 2002, ISBN 3-518-39052-X und ISBN 978-3-518-39052-8
- H. P. Lovecraft: Der Aussenseiter (PDF; 51,4 KB), übersetzt aus dem Amerikanischen von Andreas Diesel und Frank Festa.